# Al-Jaghbub (oas)
al-Jaghbub är en oas i Libyen, på gränsen till Egypten. 